# Sebastián Kóša
Sebastián Kóša (ur. 13 września 2003 w Nowych Zamkach) – słowacki piłkarz grający na pozycji obrońcy w słowackim klubie Spartak Trnawa oraz reprezentacji Słowacji. Uczestnik Mistrzostw Europy 2024.